# Coming to America
Coming to America is een Amerikaanse speelfilm uit 1988, onder regie van John Landis, met in de hoofdrollen Eddie Murphy, Arsenio Hall, James Earl Jones en Shari Headley. Het scenario werd geschreven door David Sheffield en Barry W. Blaustein, gebaseerd op een verhaal bedacht door Eddie Murphy.

## Verhaal
Prins Akeem Joffer van de fictieve Afrikaanse staat Zamunda viert zijn 21e verjaardag, en maakt kennis met zijn aanstaande bruid die traditioneel door zijn vader is geselecteerd. Akeem is in weelde opgegroeid en zijn bruid is haar hele leven getraind om de toekomstige koning op zijn wenken te bedienen.
Akeem wil echter geen vrouw die feitelijk niets meer is dan een bediende. Hij wil liever een vrouw die echt van hem houdt, onafhankelijk van zijn status of rijkdom. Akeem krijgt zijn vader zover dat deze de bruiloft uitstelt omdat Akeem zogenaamd eerst nog wat van de wereld wil zien voordat hij in het huwelijk treedt. Samen met zijn persoonlijke bediende Semmi gaat Akeem vervolgens incognito naar het New Yorkse stadsdeel Queens op zoek naar een droomvrouw.
In Queens betrekken zij een armoedig appartement en vinden beiden een baan als schoonmaker bij McDowell's, een schaamteloze kopie van een McDonald's-vestiging. Akeem wordt verliefd op Lisa, de dochter van eigenaar Cleo McDowell. Zij is echter verloofd, en Akeem moet zijn uiterste best doen haar hart te winnen zonder dat hij daarbij gebruikmaakt van zijn afkomst en rijkdom. Semmi maakt de situatie er niet beter op wanneer hij toch een wat rijker leven probeert te leiden omdat hij het leven in het appartement maar niks vindt.
Uiteindelijk komen Akeems ouders naar New York en ontmaskeren de hele zaak. Lisa is eerst kwaad op Akeem dat hij haar voorgelogen heeft over zijn identiteit, maar uiteindelijk accepteert ze zijn huwelijksaanzoek.

## Rolverdeling
| Acteur                | Personage                                           |
| --------------------- | --------------------------------------------------- |
| Eddie Murphy          | prins Akeem Joffer / Clarence / Saul / Randy Watson |
| Arsenio Hall          | Semmi / Morris / dominee Brown                      |
| John Amos             | Cleo McDowell                                       |
| Shari Headley         | Lisa McDowell                                       |
| Allison Dean          | Patrice McDowell                                    |
| Eriq La Salle         | Darryl Jenks                                        |
| James Earl Jones      | koning Jaffe Joffer                                 |
| Madge Sinclair        | koningin Aoleon Joffer                              |
| Paul Bates            | Oha                                                 |
| Louie Anderson        | Maurice                                             |
| Frankie Faison        | huisbaas                                            |
| Vanessa Bell Calloway | Imani Izzi                                          |
| Don Ameche            | Mortimer Duke                                       |
| Ralph Bellamy         | Randolph Duke                                       |
| Cuba Gooding jr.      | jongen in kapsalon                                  |
| Samuel L. Jackson     | overvaller                                          |
| Victoria Dillard      | Badmeisje / danseres                                |
| Felicia Taylor        | Badmeisje                                           |
| Midori                | Badmeisje (als Michele Watley)                      |

## Achtergrond

### Productie
Coming to America betekende een hernieuwde samenwerking tussen Eddie Murphy en regisseur John Landis. De twee werkten eerder samen aan de comedyfilm Trading Places (1983). De samenwerking aan deze film verliep echter niet altijd even soepel. Desondanks werkten de twee zes jaar later opnieuw samen aan Beverly Hills Cop III.
Naast hun hoofdrol speelden Murphy en Hall nog diverse bijrollen, waaronder de kappers en hun klanten, zanger Randy Watson (Murphy) en dominee Brown (Hall). Daarmee is dit de eerste film waarin Murphy meerdere rollen voor zijn rekening neemt. Deze formule werkte dermate goed dat Murphy het ook in latere films ging toepassen. Hierin nam hij steeds vaker zelfs meerdere hoofdrollen voor zijn rekening in plaats van enkel bijrollen naast de hoofdrol.
Een speelse cameo was er voor Don Ameche en Ralph Bellamy als de Duke-broers; twee bedelaars die van Akeem een flinke som geld krijgen. Ameche en Bellamy speelden dezelfde personages in Trading Places. In die film zijn ze nog onsympathieke miljonairs die door Murphy en Dan Aykroyd worden geruïneerd. In enkele bijrollen waren ook Samuel L. Jackson als overvaller van het hamburgerrestaurant en Cuba Gooding jr. als jongen in de kapperszaak te zien.
John Landis' bekende Easter egg voor veel van zijn films, See You Next Wednesday, is in deze film te zien op een affiche van een fictieve sciencefictionfilm.
Vanwege de enorme gelijkenissen tussen het fictieve restaurant McDowell's en het echt bestaande McDonald's, moesten de producers van de film nog voor de opnames begonnen toestemming vragen van McDonald's voor het gebruik van de naam en het logo McDowell's.

### Filmmuziek
Ter promotie van de film componeerde en zong The System een lied, eveneens getiteld Coming to America. De muziek voor de film werd uitgebracht op lp, cassette en cd.
Kant A:
1. Coming to America — The System (3:49)
2. Better Late Than Never — The Cover Girls (4:02)
3. All Dressed Up (Ready to Hit the Town) — Chico DeBarge (4:50)
4. I Like It Like That — Michael Rodgers (4:01)
5. That's the Way It Is — Mel & Kim (3:25)

Kant B:
1. Addicted to You — Levert (3:54)
2. Comin' Correct — J.J. Fad (3:56)
3. Livin' the Good Life — Sister Sledge (3:46)
4. Transparent — Nona Hendryx (3:50)
5. Come into My Life (lied)|Come into My Life — Laura Branigan & Joe Esposito (4:00)

### Rechtszaak
De film was onderdeel van de Buchwald v. Paramount- rechtszaak, waarin humorist Art Buchwald de producers aanklaagde omdat ze het scenario van de film van hem zouden hebben gestolen. Buchwald won de zaak, maar de schadevergoeding werd buiten de rechtszaak om afgehandeld.

### Ontvangst
De film bracht wereldwijd $288.752.301,- op. Op Rotten Tomatoes had de film anno 2015 een score van 68% aan goede beoordelingen van de critici en 85% van het publiek.

### Nieuwe versies
In 1989 maakte CBS een pilotaflevering voor een nieuwe versie van de film in de vorm van een sitcom. Tommy Davidson speelde hierin de rol van prins Tariq. Paul Bates speelde ook in deze pilot de rol van Oha. De serie werd nooit gemaakt.
Martin Lawrence zou werken aan een nieuwe versie van de film getiteld Back To Africa. Deze film heeft een soortgelijk verhaal, maar dan in een omgekeerde volgorde. In zijn film ontdekt een man uit Queens dat hij in werkelijkheid de kroonprins is van een Afrikaans land.

## Prijzen en nominaties
| Jaar | Prijs                 | Categorie                                        | Genomineerde(n)   | Uitslag     |
| ---- | --------------------- | ------------------------------------------------ | ----------------- | ----------- |
| 1988 | Goldene Leinwand      | -                                                | -                 | Gewonnen    |
| 1989 | Academy Award         | Beste kostuums                                   | Deborah Nadoolman | Genomineerd |
| 1989 | Academy Award         | Beste make-up                                    | Rick Baker        | Genomineerd |
| 1989 | American Comedy Award | Grappigste mannelijke bijrol in een film         | Arsenio Hall      | Gewonnen    |
| 1989 | BMI Film Music Award  | -                                                | Nile Rodgers      | Gewonnen    |
| 1990 | Image Award           | Outstanding Motion Picture                       | -                 | Gewonnen    |
| 1990 | Image Award           | Outstanding Supporting Actor in a Motion Picture | Arsenio Hall      | Gewonnen    |